# علم عد الآيات
علم معرفة عد الآيات هو من علوم القرآن، وتعديد الآي من معضلات القرآن، ومن آياته طويل وقصير، ومنه ما ينتهي إلى تمام الكلام، ومنه ما يكون في أثنائه. وتكمن أهمية معرفة هذا العلم في عدة أمور: كتمكين المكلف من الحصول على الأجر الموعود به على قراءة عدد معين من الآيات في الصلاة، وصحة الصلاة؛ فإن صحتها - في بعض الأوقات - تتوقف على معرفة الفواصل؛ كذلك صحة الخطبة فإن صحتها - في بعض المذاهب - تتوقف على العلم بالفواصل؛ والعلم بتحديد ما تسنّ قراءته بعد الفاتحة في الصلاة، فقد نصّ العلماء على أنه لا تحصل السنة إلا بقراءة ثلاث آيات قصار، أو آية طويلة، ومن يرى منهم وجوب القراءة بعد الفاتحة لا يكتفي بأقل من هذه العدد، فإنّ من لم يعرف الفواصل لا يتيسر له تحصيل هذه السنة، أو هذا الواجب.

## سبب الاختلاف في عدد الآيات
وسبب اختلاف السلف في عدد الآي: أن النبي صلى الله عليه وسلم كان يقف على رؤوس الآي للتوقيف، فإذا علم محلَّها وصل للتمام، فيحسب السامع حينئذ أنها ليست فاصلة.

## عد الآيات توقيفي
قال الزمخشري: الآيات علم توقيفي، لا مجالَ للقياس فيه؛ ولذلك عدُّوا {الم} [سورة البقرة، الآية: 1] حيث وقعت، وهي ستة، و{المص} [سورة الأعراف، الآية: 1] ولم يعدوا {المر} [سورة الرعد، الآية: 1] ولا {الر} [سورة يونس، الآية: 1] وهي في خمسة سور، وعدوا {حم} [سورة غافر، الآية: 1] آية في سورها، وهي سبعة، و{حم، عسق} [سورة الشورى، الآية: 1- 2] آيتان، وكذا {طه} [سورة طه، الآية: 1] و{يس} [سورة يس، الآية: 1] ولم يعدوا {طس} [سورة النمل، الآية: 1] النمل و{طسم} [سورة الشعراء، الآية: 1، وسورة القصص، الآية: 1] آية في الشعراء والقصص.

## فوائد معرفة عد الآيات
1. تمكين المكلف من الحصول على الأجر الموعود به على قراءة عدد معين من الآيات في الصلاة، قال رسول الله صلى الله عليه وسلم: «أيجب أحدكم إذا رجع إلى أهله وبيته أن يجد فيه ثلاث خلفات عظام سمان؟ قالوا: نعم، قال: فثلاث آيات يقرأ بهن أحدكم في صلاته خير له من ثلاث خلفات عظام سمان». رواه مسلم.
2. صحة الصلاة؛ فإن صحتها- في بعض الأوقات - تتوقف على معرفة الفواصل؛ وذلك أن فقهاء الإسلام- وبخاصة علماء الشافعية- قرروا أن من لم يحفظ الفاتحة- وهي ركن من أركان الصلاة - يتعين عليه أن يأتي بسبع آيات بدلا منها، فإذا كان عالما بالفواصل استطاع أن يأتي بالآيات التي تصح بها صلاته، وإذا لم يكن عالما بالفواصل عجز عن الإتيان بما ذكر.
3. صحة الخطبة فإن صحتها - في بعض المذاهب - تتوقف على العلم بالفواصل؛ وذلك أن فقهاء الشافعية نصُّوا على أن الخطبة لا تصح إلا بقراءة آية تامة، فمن لم يكن عالما بالفواصل يعسر عليه معرفة ما يصحح به الخطبة.
4. العلم بتحديد ما تسنّ قراءته بعد الفاتحة في الصلاة، فقد نصّ العلماء على أنه لا تحصل السنة إلا بقراءة ثلاث آيات قصار، أو آية طويلة، ومن يرى منهم وجوب القراءة بعد الفاتحة لا يكتفي بأقل من هذه العدد، فإنّ من لم يعرف الفواصل لا يتيسر له تحصيل هذه السنة، أو هذا الواجب.[2]

## الكتب في المذاهب في عد الآيات
وقد ألف أهل كل مذهب في عد الآي على طريقتهم؛ فمن ذلك:
أهل المدينة:
1. كتاب ‌عدد المدني الأول لنافع.
2. كتاب العدد الثاني عن نافع.
3. كتاب العدد عيسى.
4. كتاب ابن العباس في ‌عدد المدني الأول.
5. كتاب إسماعيل بن أبي كثير في المدني الآخر.
6. كتاب نافع في عواشر القرآن.

أهل مكة:
1. كتاب العدد لعطاء بن يسار.
2. كتاب العدد للخزاعي.
3. كتاب حروف القرآن عن خلف البزار.

أهل الكوفة:
1. كتاب العدد لحمزة الزيات.
2. كتاب العدد لخلف البزار.
3. كتاب العدد لمحمد بن عيسى.
4. كتاب العدد للكسائي.

أهل البصرة:
1. كتاب العدد لأبي المعافى.
2. كتاب العدد عن عاصم الجحدري.
3. كتاب الحسن بن أبي الحسن في العدد.

أهل الشام:
1. كتاب يحيى بن الحارث الذماري.
2. كتاب خالد بن معدان.
3. كتاب اختلاف العدد لوكيل على مذهب أهل الشام، وغيرهم.[4]

## أنواع عد آيات القرآن
1. العد البصري: وعدد آيات القرآن الكريم عند أهل هذا العدد (6204).
2. العد الحمصي: وعدد الآية عند أهل هذا العدد (6232).
3. العدّ الدمشقي: وعدد آي القرآن الكريم في هذا العدد (6227) أو (6226).
4. العدّ الكوفي: وعدد آي القرآن الكريم عندهم (6236). وهذا العدد الكوفي هو المروي عن أهل الكوفة موصولًا إلى الإمام علي بن أبي طالب. أما ما رواه أهل الكوفة عن أهل المدينة فهو المدني الأول. وتجدر الإشارة إلى أن المصاحف التي بين أيدي جماهير المسلمين اليوم اتُّبع في عد آياتها طريقة الكوفيين هذه؛ لأن حفصًا راوي عاصم كوفي. ومن ثم فعدد آيات هذه المصاحف (6236).
5. العد المدني الأخير: وعدد آي القرآن الكريم عند أهل هذا العدد (6214).
6. العد المدني الأول: وعدد آي القرآن الكريم في رواية الكوفيين عن أهل المدينة (6217)، وعدد آي القرآن الكريم في رواية أهل البصرة عن ورش(6214).
7. العد المكي: وعدد آي القرآن الكريم في العد المكي (6210).[5]

## انظر ايضاً
- علم المطلق والمقيد
- علم مشكل القرآن